# Мере, Айн-Эрвин
А́йн-Э́рвин Ме́ре (эст. Ain-Ervin Mere; до 22 февраля 1936 года Ervin Martson; 22 февраля 1903 Феннерн, Перновский уезд, Лифляндская губерния, Российская империя — 5 апреля 1969, Лестер, Великобритания) — эстонский, советский и немецкий военный деятель. В период немецкой оккупации Эстонии (1941—1944) был главой политической полиции при Эстонском самоуправлении; оберштурмбаннфюрер СС.

## Биография

### Военная карьера
Родился 9 (22) февраля 1903 г. в Феннерне Перновского уезда Лифляндской губернии (ныне посёлок Вяндра, административный центр одноимённой волости на северо-востоке уезда Пярнумаа). 6 апреля того же года был крещён в местном лютеранском приходе под именем Эрвин Мартсон(эст. Ervin Martson). В возрасте 15 лет вступил в Таллинскую роту школьников и участвовал в сражениях Эстонской войны за независимость, события которой впоследствии описал в своей статье «20 лет назад…»
22 февраля 1936 года в процессе эстонизации сменил часть имени и фамилию на Айн-Эрвин Мере.
В период независимости Эстонской республики был кадровым военным, в 1940 году в звании майора занимал пост начальника отдела «B» в Главном штабе Вооружённых сил Эстонии.
После присоединения Эстонии к СССР летом 1940 года и последовавшего за этим включения регулярных частей Эстонских вооружённых сил в состав Красной Армии, Айн-Эрвин Мере был назначен заместителем начальника оперативного (1-го) отдела штаба 180-й стрелковой дивизии 22-го Эстонского территориального стрелкового корпуса. В октябре 1940 года был завербован агентом НКВД (фигурировал под псевдонимом «Мюллер»), за вознаграждение начал передавать сведения о противниках советской власти.

### В годы немецкой оккупации
После нападения Германии на СССР и начала отступления Красной Армии из Эстонии, в июле 1941 года добровольно вступил в сражавшуюся на немецкой стороне военизированную организацию «Омакайтсе».
В конце 1941 года поступил на службу в политическую полицию при Управлении полиции и «Самообороны», являвшемся структурным подразделением созданного германскими оккупационными властями т. н. Эстонского самоуправления. 8 декабря 1941 года был назначен на должность начальника политической полиции. На своём посту выносил смертные приговоры коммунистам, евреям и другим обвинявшимся в сотрудничестве с СССР. Мере назначил участника «Омакайтсе» Ральфа Герретса помощником коменданта в концентрационном лагере «Ягала».
В 1943 году Мере в звании штурмбаннфюрера Ваффен-СС перешёл в Эстонский легион в составе 20-й гренадерской дивизии СС, получив командование 43-м полком третьей Эстонской бригады Ваффен-СС. Его командиром был Альфонс Ребане, в подчинении у Мере были ротные Харальд Рийпалу и Харальд Нугисекс. В феврале 1944 года был направлен на Нарвский фронт, возглавив второй батальон 46-го Эстонского добровольческого полка СС. Его подразделение 24 февраля приняло участие в уничтожении моста Рийгикюла.
В 1944 году был повышен в звании до оберштурмбаннфюрера, находился в подчинении у бригаденфюрера Йоханнеса Соодла, инспектора созданных немцами эстонских военных частей. В сентябре 1944 года эвакуировался в Германию.

### После войны
После войны попал в плен к союзникам. В 1947 году переехал в Великобританию, в Лестер, устроившись на текстильную фабрику. Мере занимался общественной деятельностью, входил в правление Ассоциации эстонцев в Англии.
9 ноября 1960 года МИД СССР передал ноту в посольство Великобритании в Москве, потребовав выдачи Мере; в Эстонии прошли организованные партийным руководством выступления рабочих с требованием выдать Мере. Тем не менее, Британия отказалась выдать Мере. 11 марта 1961 года в Таллине Верховный суд Эстонской ССР заочно вынес Мере смертный приговор. На заседании суда к смерти также были приговорены помощник начальника лагеря смерти в Ягала Ральф Герретс и охранник Яан Вийк.
Айн-Эрвин Мере скончался в Лестере 5 апреля 1969 года в возрасте 66 лет.